# Euctenurapteryx paralellaria
Euctenurapteryx paralellaria là một loài bướm đêm trong họ Geometridae.